# (56561) Jaimenomen
(56561) Jaimenomen (2000 JG7) – planetoida z pasa głównego asteroid okrążająca Słońce w ciągu 3,57 lat w średniej odległości 2,33 j.a. Odkryta 5 maja 2000 roku.